# LP1 (album FKA twigs)
LP1 – debiutancki album studyjny brytyjskiej wokalistki i wykonawczyni muzyki R&B i elektronicznej, FKA twigs. Ukazał się 11 sierpnia 2014 nakładem wytwórni Young Turks.
W 2014 roku album był nominowany do nagrody Mercury Prize
W 2015 roku podczas 57. ceremonii wręczenia nagród Grammy był nominowany do nagrody Grammy w kategorii Best Recording Package

## Lista utworów
Lista i informacje według Discogs:
| A1. | Preface    | 1:46  |
|     |            |       |
| A2. | Lights On  | 4:24  |
|     |            |       |
| A3. | Two Weeks  | 4:07  |
|     |            |       |
| A4. | Hours      | 4:35  |
|     |            |       |
| A5. | Pendulum   | 4:58  |
|     |            |       |
| B1. | Video Girl | 3:47  |
|     |            |       |
| B2. | Numbers    | 3:43  |
|     |            |       |
| B3. | Closer     | 3:45  |
|     |            |       |
| B4. | Give Up    | 4:17  |
|     |            |       |
| B5. | Kicks      | 5:24  |
|     |            |       |
| 7". | One Time   | 4:16  |
|     |            |       |
|     |            | 45:02 |
|     |            |       |
- „One Time” – utwór bonusowy dołączony do wydania typu gatefold
- Jesse Kanda – grafika
- FKA Twigs, Phil Lee – design
- John Davis – mastering
- David Wrench – miksowanie

## Listy tygodniowe
| Kraj              | Lista                            | Pozycja |
| ----------------- | -------------------------------- | ------- |
| Australia         | Australian Charts                | 30      |
| Austria           | Austrian Charts                  | 42      |
| Belgia            | Ultratop (Flandria)              | 16      |
| Belgia            | Ultratop (Walonia)               | 46      |
| Dania             | Danish Charts                    | 14      |
| Francja           | Les Charts                       | 94      |
| Holandia          | Dutch Album Top 100              | 60      |
| Irlandia          | Irish Charts                     | 33      |
| Irlandia          | Top 10 Independent Artist Albums | 6       |
| Niemcy            | Offizielle Deutsche Charts       | 50      |
| Nowa Zelandia     | New Zealand Charts               | 38      |
| Stany Zjednoczone | Billboard 200                    | 30      |
| Stany Zjednoczone | Top Dance/Electronic Albums      | 1       |
| Stany Zjednoczone | Independent Albums               | 3       |
| Szkocja           | Scottish Albums Chart            | 34      |
| Szwajcaria        | Schweizer Hitparade              | 43      |
| Wielka Brytania   | UK Albums Chart                  | 16      |
| Wielka Brytania   | UK Independent Albums            | 1       |

## Klasyfikacje, wyróżnienia
| Miejsce | Lista                              | Publikacja           | Źródło  |
| ------- | ---------------------------------- | -------------------- | ------- |
| 1       | 30 Best Albums of 2014             | The 405              | [ 68 ]  |
| 1       | Top 40 Albums of 2014              | Clash                | [ 69 ]  |
| 1       | The top 20 albums of 2014          | Dazed                | [ 70 ]  |
| 1       | Top 10 Best Albums                 | Time                 | [ 71 ]  |
| 2       | The 30 Best Albums Of 2014         | CMJ                  | [ 72 ]  |
| 2       | The 50 Best Albums of 2014         | Pitchfork            | [ 73 ]  |
| 3       | The best albums of 2014            | The Guardian         | [ 74 ]  |
| 4       | The Best Albums Of 2014            | Uncut                | [ 75 ]  |
| 5       | Top 100 Albums Of 2014             | musicOMH             | [ 76 ]  |
| 6       | The 20 best albums of 2014         | The A.V. Club        | [ 77 ]  |
| 7       | Top 50 Albums of 2014              | Consequence of Sound | [ 78 ]  |
| 7       | Albums of the Year 2014            | Crack Magazine       | [ 79 ]  |
| 7       | Albums of 2014                     | The Skinny           | [ 80 ]  |
| 7       | The 25 Best Albums of 2014         | Slant Magazine       | [ 81 ]  |
| 7       | The 30 best albums of 2014         | Time Out             | [ 82 ]  |
| 8       | Top-50 Albums of 2014              | The Needle Drop      | [ 83 ]  |
| 8       | The Best Albums of 2014            | PopMatters           | [ 84 ]  |
| 8       | Top 50 LPs of 2014                 | Q                    | [ 85 ]  |
| 9       | The 50 Best Albums Of 2014         | Stereogum            | [ 86 ]  |
| 10      | 50 Best Albums of 2014             | Complex              | [ 87 ]  |
| 11      | Albums Of The Year 2014            | The Quietus          | [ 88 ]  |
| 13      | Top 140 Albums of 2014             | Under the Radar      | [ 89 ]  |
| 15      | Favorite 50 Albums of 2014         | Drowned in Sound     | [ 90 ]  |
| 15      | Top 20 albums of 2014              | Resident Advisor     | [ 91 ]  |
| 15      | The 32 Best Pop Albums of 2014     | Vulture              | [ 92 ]  |
| 16      | The 50 best albums of 2014         | Fact                 | [ 93 ]  |
| 16      | 50 Best Albums of 2024             | Rolling Stone        | [ 94 ]  |
| 17      | Best 50 Albums of 2014             | The Telegraph        | [ 95 ]  |
| 18      | 50 Best Albums of 2024             | Cosmopolitan         | [ 96 ]  |
| 21      | Top 50 Albums Of 2014              | NME                  | [ 97 ]  |
| 21      | The 50 Best Albums of 2014         | Spin                 | [ 98 ]  |
| 24      | Best Albums of the Year 2014       | Digital Spy          | [ 99 ]  |
| 29      | 50 Best Albums of 2014             | Gigwise              | [ 100 ] |
| 33      | Favorite 50 Music Releases of 2014 | Tiny Mix Tapes       | [ 101 ] |
| 35      | The 50 Best Albums of 2014         | Paste                | [ 102 ] |

Bez podanego miejsca:
- Best of 2014 AllMusic[103]
- Top Albums of 2014 Cokemachineglow[104]
- The Best Fit Fifty Essential Albums of 2014 The Line of Best Fit[105]
- The Top 10 Albums of 2014 Newsweek[106]
- 50 Favorite Albums Of 2014 NPR[107]
- 46 Albums From 2014 Vibe[108]